# Alone in the Dark 2
Alone in the Dark 2 è il secondo capitolo della saga di Alone in the Dark. Il videogioco è stato creato dalla Infogrames e pubblicato dall'Interplay nel 1993. Il gioco è stato convertito per 3DO, conservando lo stesso titolo, mentre per Sega Saturn e PlayStation, il titolo è diventato Alone in the Dark: Jack is Back, e rinominato per le rispettive versioni USA delle due console con il titolo Alone in the Dark: One-Eyed Jack's Revenge. La versione giapponese pubblicata per il Sega Saturn, invece, ha conservato lo stesso titolo della versione per MS-DOS: Alone in the Dark 2.
Esistono due versioni MS-DOS del gioco: la prima su floppy disk, la seconda su CD-ROM; quest'ultima è dotata di colonna sonora su tracce audio, parlato digitalizzato in inglese e una breve sezione aggiuntiva nel quale si controlla Grace. Le versioni Playstation e Saturn sono dotate di grafica migliorata, con texture che ricoprono i modelli tridimensionali dei personaggi, e sono stati aggiunti alcuni filmati.

## Modalità di gioco
A differenza del primo titolo, la componente horror è stata notevolmente diminuita: ora i nemici principali sono pirati e gangster, sebbene la componente paranormale sia garantita da riti Voodoo che trasformano alcuni nemici in zombi.
Oltre che a controllare il protagonista Edward Carnby, in alcune sezioni di gioco si deve controllare Grace Saunders (già vista in Jack in the Dark), una bambina che non può combattere e per questo deve evitare i nemici (aggiungendo così una componente stealth al gameplay) o creare trappole per sconfiggerli.